# Натали Руни
Натали Руни (Тимару, 1. јун 1988) новозеландска је спортисткиња која се такмичи у стрељаштву. На Олимпијским играма у Рио де Жанеиру у дисциплини трап освојила је сребрну медаљу, што јој је до сада највећи успех у каријери.